# Иваницкое-Троицкое
Иваницкое-Троицкое — деревня Афанасьевского сельсовета Измалковского района Липецкой области.

## География
Иваницкое-Троицкое находится рядом с автотрассой Р119 Орёл-Тамбов. Через деревню протекает река, на севере — железнодорожная линия.

### Улицы
- ул. Высокая
- ул. Заводская
- ул. Заречная
- ул. Центральная

## Население
| 2010 |
| ---- |
| 66   |